# 步虚词
步虛詞，道教的一種詩歌，五言體裁，始創於六朝，在齋醮儀式中使用，道士穿著法服，步行環繞象徵仙境「玉京山」的香爐，一面以鐘、磬伴奏誦詠步虛詞，模擬升天神遊，並朝拜仙真。六朝僅存的步虛詞，有庾信的〈道士步虛詞〉十首，其詩音節和諧，辭藻華美典雅，或是受朝廷之命而作。

## 外部連結
- 施舟人：〈步虛的研究（文學的讚美詩和舞蹈） （页面存档备份，存于）〉。
- 李建德：臺灣道教宗派運用之〈步虛詞〉及其意涵探析 （页面存档备份，存于）